# Férfi egyéni magyar tollaslabdabajnokok listája
Magyarországon férfi egyesben 1960 óta rendeznek tollaslabda-bajnokságot.

## A férfi egyes magyar tollaslabdabajnokok
- 1960. Rázsó Pál (BÜKSE)
- 1961. Rázsó György (BÜKSE)
- 1962. Rázsó Pál (BÜKSE)
- 1963. Szepesi József (Árpád Gimnázium)
- 1964. Rázsó Pál (ÉVITERV SC)
- 1965. Rázsó György (ÉVITERV SC)
- 1966. Cserni János (ÉVITERV SC)
- 1967. Cserni János (Bp.Petőfi SC)
- 1968. Cserni János (Kilián FSE)
- 1969. Cserni János (Kilián FSE)
- 1970. Cserni János (BHSC)
- 1971. Cserni János (FŐKERT HSC)
- 1972. Cserni János (FŐKERT HSC)
- 1973. Cserni János (FŐKERT HSC)
- 1974. Cserni János (FŐKERT SE)
- 1975. Englert István (Kilián FSE)
- 1976. Bereknyei Imre (Kandó SC)
- 1977. Bereknyei Imre (Kandó SC)
- 1978. Bereknyei Imre (Kandó SC)
- 1979. Bereknyei Imre (Kandó SC)
- 1980. Englert István (Honvéd Kilián FSE)
- 1981. Vörös György (Honvéd Zrínyi SE)
- 1982. Vörös György (Honvéd Zrínyi SE)
- 1983. Vörös György (Honvéd Zrínyi SE)
- 1984. Vörös György (Honvéd Zrínyi SE)
- 1985. Petrovits Gábor (Honvéd Osztapenkó SE)
- 1986. Vörös György (Honvéd Zrínyi SE)
- 1987. Gebhard Tamás (Honvéd Kilián FSE)
- 1988. Petrovits Gábor (NYVSSC)
- 1989. Petrovits Gábor (NYVSSC)
- 1990. Nagy Attila (Miskolci Honvéd SE)
- 1991. Nagy Attila (Miskolci Honvéd SE)
- 1992. Gebhard Tamás (NYVSC)
- 1993. Bánhidi Richárd (Debreceni Kinizsi SE)
- 1994. Dr. Szalai Gyula (Honvéd Zrínyi SE)
- 1995. Bánhidi Richárd (Debreceni Kinizsi SE)
- 1996. Bánhidi Richárd (Debreceni Tollaslabda Club)
- 1997. Bánhidi Richárd (Debreceni Tollaslabda Club)
- 1998. Dr. Szalai Gyula (Honvéd Zrínyi SE)
- 1999. Kovács Attila (BEAC)
- 2000. Horváth Kristóf (ROSCO SE)
- 2001. Csiszér Levente (Debreceni Tollaslabda Club)
- 2002. Csiszér Levente (Debreceni Tollaslabda Club)
- 2003. Csiszér Levente (Debreceni Tollaslabda Club)
- 2004. Horváth Kristóf (ROSCO SE)
- 2005. Csiszér Levente (DTC-DSI)
- 2006. Kaposi Attila (DTC-DSI)
- 2007. Tóth Henrik (DTC-DSI)
- 2008. Tóth Henrik (DTC-DSI)
- 2009. Tóth Henrik (DTC-DSC SI)  50. cím
- 2010. Tóth Henrik (DTC-DSC-SI)
- 2011. Tóth Henrik (Multi Alarm SE)
- 2012. Tóth Henrik (Multi Alarm SE)
- 2013. Tóth Henrik (Multi Alarm SE)
- 2014. Krausz Gergely (Multi Alarm SE)
- 2015. Krausz Gergely (Multi Alarm SE)
- 2016. Krausz Gergely (Multi Alarm SE)
- 2017. Krausz Gergely (Multi Alarm SE)
- 2018. Krausz Gergely (Multi Alarm SE)
- 2019. Krausz Gergely (Multi Alarm SE)
- 2020. Pytel Gergő (Multi Alarm SE)